# کامامو
کامامو (به پرتغالی: Camamu) یک منطقهٔ مسکونی در برزیل است که در باهیا واقع شده‌است. کامامو ۸۸۵٫۲ کیلومتر مربع مساحت و ۳۵٬۳۸۲ نفر جمعیت دارد.